# Sidi Abderrahmane (Tiaret)
Pour les articles homonymes, voir Sidi Abderrahmane.
Sidi Abderrahmane est une commune de la wilaya de Tiaret en Algérie.